# Возвращение к звёздам
«Возвращение к звёздам» (англ. Return to the Stars) — роман Эдмонда Гамильтона, написанный в жанре «Космической оперы» и являющийся продолжением романа «Звёздные короли». Роман публиковался как 4 отдельные повести в 1964—1969 годах:
- «Звёздные королевства» (Kingdoms of the Stars, 1964 год)
- «Берега бесконечности» (The Shores of Infinity, 1965 год)
- «Разбитые звёзды» (The Broken Stars, 1968 год)
- «Ужас из Магеллановых Облаков» (Horror From the Magellanic, 1969 год)

## Сюжет
Джон Гордон, вернувшийся в своё тело в XX веке, подозревает, что все его приключения в далёком будущем — плод воображения, и обратился за помощью к психотерапевту. Ему не дают покоя голоса из будущего. Лианна сообщает ему, будто бы Зарт Арн ищет способ перенести его самого обратно в 203 тысячелетие. В итоге так и происходит: Гордон просыпается в лаборатории учёного уже в настоящем облике. Его ликование сменяется разочарованием, когда выясняется, что любимой нужно время, чтобы свыкнуться с его настоящим обликом и неопределённым статусом.
Несмотря на победу над Облаком, в Галактике нет спокойствия. В Графствах на периферии Галактики и на границах королевства Фомальгаут в негуманоидных мирах что-то затевает один из претендентов на престол Фомальгаута — кузен принцессы Нарат Тейн. Во время вынужденного визита на планету Маралл Лианна и Гордон подвергаются атаке существа с огромной телепатической силой. Им едва удается бежать. Между ними происходит ссора — Лианна понимает, что Гордон отправился в будущее не столько ради неё, сколько ради приключений.
Фомальгаут хочет военной силой решить свои проблемы. Но так как удар по союзным Империи Графам Периферии требует дополнительных консультаций, Джон Гордон с негуманоидом-телепатом Коркханном отправляется на Троон. Там он встречается с Джалом Арном и своим старым другом Хеллом Беррелом, с которыми ему приходится знакомиться заново.
Отправившись в разведку на периферийную планету Аар, на которой происходили непонятные события, Джон Гордон и Хелл Беррел попали в плен к Графам, среди которых затесался и Шорр Кан. Как выяснилось, он всего лишь инсценировал свою смерть и бежал на Периферию, где с помощью интриг надеялся добиться былого значения. Но планам Шорра Кана не суждено было сбыться. Сюда же тайно прибыли разведчики Х’харнов — телепатов из Малого Магелланова облака, которые тысячелетия назад были разгромлены при помощи Разрушителя, а теперь намереваются добиться реванша. Трезво оценив свои шансы на успех в столь изменившихся обстоятельствах, Шорр Кан решает перейти на сторону Империи и Фомальгаута. Он освобождает Гордона и Беррела и бежит с ними на Фомальгаут.
Лианна, разобравшаяся со своими чувствами к возлюбленному, вынуждена смириться и с присутствием Шорра Канна, из врага ставшим союзником. Обещание, данное Гордоном, также защищает бывшего диктатора от гнева Зарт Арна и молодого императора. Гордон сопоставляет известные ему факты и приходит к выводу, что флот Х’харнов находится прямо на окраинах галактики, а Нарат Тейн и его полчища негуманоидов — всего лишь отвлекающий манёвр.
Тем временем Нарат Тейн и Графы двигают свои эскадры на Фомальгаут, помощь которому может оказать только Конфедерация Баронов Геркулеса. Империя, направившая все свои силы на поиски затаившегося флота Х’харнов, вынуждена отозвать свои подкрепления, и бесчисленные полчища негуманоидов высаживаются на столицу Фомальгаута Хатхир. Джон Гордон, Лианна и Шорр Канн попадают к ним в плен, и Гордона телепатически с помощью слияния разумов допрашивает Х’харн.  Х’харн не может узнать секрет Разрушителя, так как землянин попросту не знает его: некогда он управлял  Разрушителем, чисто механически выполняя инструкции Джал Арна. Гордон, в свою очередь, узнает у пришельца место базирования флота Х’харнов.
Эскадра Графов и Нарата Тейна разгромлена Баронами, Нарат Тейн убит, взбунтовавшиеся негуманоиды напали на войска Графов, а затем были высланы обратно в родные миры. Все разведчики Х’харнов уничтожены Гордоном и капитаном Беррелом, а притаившийся флот магелланийцев (Х’харнов) уничтожен Разрушителем. Шорр Канн принимает приглашение Графов стать их повелителем и отбывает с ними. Лианна и Гордон полны надежд на будущее для себя и для разрушенной столицы.

## Публикации
- Эдмонд Гамильтон. Звездные короли. Возвращение к звездам. — Таллинн: Библиотека «ЛООМИНГ», 1992. — 352 с. — (Библиотека зарубежного криминалистического и приключенческого романа). — 100 000 экз. — ISBN 5-7979-0412-8, 5-7979-0445-6.
- Эдмонд Гамильтон. Звездные короли. Возвращение к звездам. — Золотые Ворота, ПКП Янус, 1992. — 302 с. — (Звездная фантастика. Выпуск 1). — 100 000 экз. — ISBN 5-8257-0016-1.
- Эдмонд Гамильтон. Звёздные короли. Возвращение на звёзды. Молот Валькаров. — Киев: Райдуга, 1992. — 368 с. — (Чужие миры). — 100 000 экз. — ISBN 5-7707-2854-X, 5-7707-2511-7.
- Эдмонд Гамильтон. Битва империи. — Минск: Сказ, 1993. — 528 с. — (Фантастические приключения). — 150 000 экз.